# Ioan Culcer
Ioan Culcer (Targu Jiu, 29. srpnja 1854. – Targu Jiu, rujan 1928.) je bio rumunjski general i vojni zapovjednik. Tijekom Prvog svjetskog rata zapovijedao je 1. armijom na Rumunjskom bojištu, te je obnašao dužnost ministra javnih radova.

## Vojna karijera
Ioan Culcer rođen je 29. srpnja 1854. u Targu Jiu. Sin je dr. Dimitriea Culcera, inače osnivača prve bolnice u Targu Jiuu, i Anice Otetelisanu. S 13 godine preminuo mu je otac, ali je nastavio školovanje uz pomoć majke. Završio je vojnu školu za inženjeriju, te je s činom poručnika sudjelovao u rumunjskom ratu za nezavisnost u kojem je i ranjen. Nakon rata školuje se u uglednim školama u Francuskoj. Specijalizira se na inženjeriji, te kao profesor predaje u vojnim školama u Rumunjskoj. Godine 1882. s belgijskim generalom Henrijem Brialmontom surađuje u konstrukciji i izgradnji fortifikacija oko Bukurešta. Od 1904. služi u ministarstvu obrane, nakon čega postaje glavnim inspektorom rumunjske vojske. Nakon poraza Bugarske u Drugom balkanskom ratu  imenovan je guvernerom Južne Dobrudže koja je nakon rata pripala Rumunjskoj. U proljeće 1916. odlazi u mirovinu.

## Prvi svjetski rat
Nakon ulaska Rumunjske u rat na strani Antante Culcer je reaktiviran, te je 15. kolovoza 1916. imenovan zapovjednikom 1. armije. Prva armija sastojala se od 5 divizija, te je imala zadatak napredovati na bojištu dugom 540 km. U početku Culcer s 1. armijom brzo napreduje kroz Translivaniju, te zauzima Petrosani i Orsovu. Međutim, ubrzo na bojište počinju pristizati njemačka pojačanja, te novoformirana njemačka 9. armija prelazi u ofenzivu i prisiljava Culcera na povlačenje. Culcer je zapovijedao 1. armijom do 11. listopada 1916. kada je smijenjen. Na mjestu zapovjednika zamijenio ga je Ion Dragalina.
Nakon smjene bio je zadužen za izgradnju fortifikacija na moldavskoj granici kako bi se zaustavilo austro-njemačko napredovanje. Konačno, 1. siječnja 1917. Culcer je demobiliziran. Nakon što je Rumunjska potpisala primirje s Centralnim silama, te formirala vladu u Iasiju, Culcer u istoj od siječnja do ožujka 1918. obnaša dužnost ministra javnih radova.

## Poslije rata
Nakon završetka rata Culcer je 1923. izabran za senatora. Obnašao je i dužnost predsjednika Udruge pričuvnih časnika. U siječnju 1928. primljen je radi operacije kamenca u mokraćnom mjehuru u bolnicu u Bukureštu. Zdravstveno stanje se nakon operacije zakompliciralo, te je Culcer preminuo u rujnu 1928. godine u 75. godini života. Pokopan je na groblju u Targu Jiuu.

## Vanjske poveznice
(rum.) Ioan Culcer na stranici Surupaceanu.ro

(rum.) Ioan Culcer na stranici Curierul Armatei.ro  Arhivirana inačica izvorne stranice od 3. lipnja 2021. (Wayback Machine)
| Prethodnik nitko | Zapovjednik 1. armije Ioan Culcer | Nasljednik Ion Dragalina |